# Jacob Cubitt Pring
Jacob Cubitt Pring (* 1771 in Lewisham; † 1799 ebenda) war ein englischer Organist und Komponist.

## Leben
Jacob Cubitt Pring war Chorknabe an der St Paul’s Cathedral in London unter Robert Hudson (1732–1815). Später wurde er Organist an St Botolph in London. Er studierte in Oxford und war Gründungsmitglied der Concentores Sodales, einer Vereinigung akademisch graduierter Musiker zum Zweck der Komposition und Pflege der Vokalkompositionen wie Catches, Glees und Canons und deren Prämierung. Die Organisten Isaac Pring (1777–1799) und Joseph Pring (1776–1842) waren seine Brüder. Auch James Sharpe Pring, der Sohn seines Bruders Joseph, war Organist.

## Werke (Auswahl)
- Ally Croaker mit Variationen für Klavier, Longman, Clementi and Company, London, 1802 OCLC 1083354062 (Digitalisat bei Google Books)
- As I wove, Glee (Alt, Tenor, Tenor, Bass), 1793 OCLC 318410822
- By shallow rivers, Glee (Alt, Tenor, Tenor, Bass), Text: Christopher Marlowe OCLC 318411823
- Chloe found Amyntas, Glee (Alt, Tenor, Tenor, Bass), 1793 OCLC 318410876
- Come, o haste thee, Glee (Alt, Tenor, Tenor, Bass), 1793 OCLC 318410811
- Damon and Phillis, a favorite Song, Incipit: The Virgin when soften’d by May, John Bland, London, 1788 OCLC 1061757462
- Damon and Phœbe; a favorite Song with an Accompanyment for the Forte Piano, John Bland, London, 1788 OCLC 1061686676
- The Dying Christian to his Soul. A celebrated Ode by Mr. Pope, set to Music for three voices, John Bland, London, 1788 OCLC 498575862
- Easy progressive lessons with the fingering mark’d for young beginners on the piano forte or harpsichord, Jones & Hollands, 1798 OCLC 1030304313  (Digitalisat bei Google Books)
- Eight Anthems as performed at St. Paul’s Cathedral, London, 1791 OCLC 1061698694 (Digitalisat der British Library)
  - I Lord thou art become gracious, Psalm 85
  - II Why do the heathen, Psalm 2
  - III Out of the deep, Psalm 130
  - IV Blessed is the man, Psalm 1
  - V Hold not thy tongue, O God, Psalm 83
  - VI Bow down they ear, O Lord, Psalm 86
  - VII O give thanks unto the Lord, Psalm 105, 90, 106
  - VIII Save me, O God, Psalm 69
- Ella. Song. The Words by Miss Vaughan, London, 1797 OCLC 1061763584
- Fanny of the Dale. Song, London, 1797 OCLC 498575905
- A First Book of Glees, Canons & C., London, 1797 OCLC 1061769951 (Digitalisat bei der British Library)
- Gay Bacchus, catch for three voices OCLC 318411822
- Handel’s Coronation Anthem arranged as a Duet for two Performers on one Piano Forte by I. C. Pring. OCLC 1084247407 (Digitalisat bei Google Books)
- Hence, avaunt!, Glee, 1792 OCLC 318408470
- How bright were the blushes, Glee (Alt, Tenor, Bass) OCLC 318410859
- The Lilly, a New Song, etc, John Bland, London, 1788 OCLC 498575952
- Magnificat ... in Two Parts, John Bland, London, 1789 OCLC 1027099103  (Digitalisat bei Google Books)
- A member of the modern great, Catch for three voices, 1794 OCLC 318408431
- O harmony, sweet minstrel, Glee(Sopran, Alt, Tenor, Tenor, Bass), 1794 OCLC 318408427
- Overture D-Dur für Pianoforte, John Bland, London, 1792 OCLC 498575952
- The Rose, a favorite Song, John Bland, London, 1788 OCLC 498575952
- Six Progressive Sonatinas, for the Harpsichord or Piano Forte, with an accompaniment for the German Flute or Violin, London, 1793 OCLC 1061782091
- Sonnet for the Birth Day of Two Gentlemen (Twins) upon their attaining the Age of 21 Years, 1797 OCLC 1061743259
- Sound, O muse, Glee (Alt, Tenor, Tenor, Bass), 1792 OCLC 318408469
- Thyrsis, who feeds, Glee (Alt, Tenor, Tenor, Tenor, Bass), 1794 OCLC 318410873
- Unto Thee, O Lord, Canon OCLC 318411100